# Anthemis marschalliana
Espèce
Classification phylogénétique
Archanthemis marshalliana, l'Anthémis de Marshall, est une espèce de plantes à fleurs de la famille des Asteraceae. Elle mesure de 10 à 30 cm, elle est originaire du sud-est du Caucase ; on la trouve sur des éboulis et des crevasses calcaires, entre 1 900 et 3 100 m.

## Taxonomie
Basionyme :
- Anthemis marschalliana Willd., 1803